# Luis María Argaña
Luis María del Corazón de Jesús Dionisio Argaña Ferraro (Asunción, 9 de octubre de 1932-Asunción, 23 de marzo de 1999) fue un político y abogado paraguayo. Ocupó el cargo de vicepresidente de la República desde 1998 hasta que fue asesinado el 23 de marzo de 1999, en un atentado conocido como el Marzo Paraguayo, llevado a cabo por sicarios contratados.

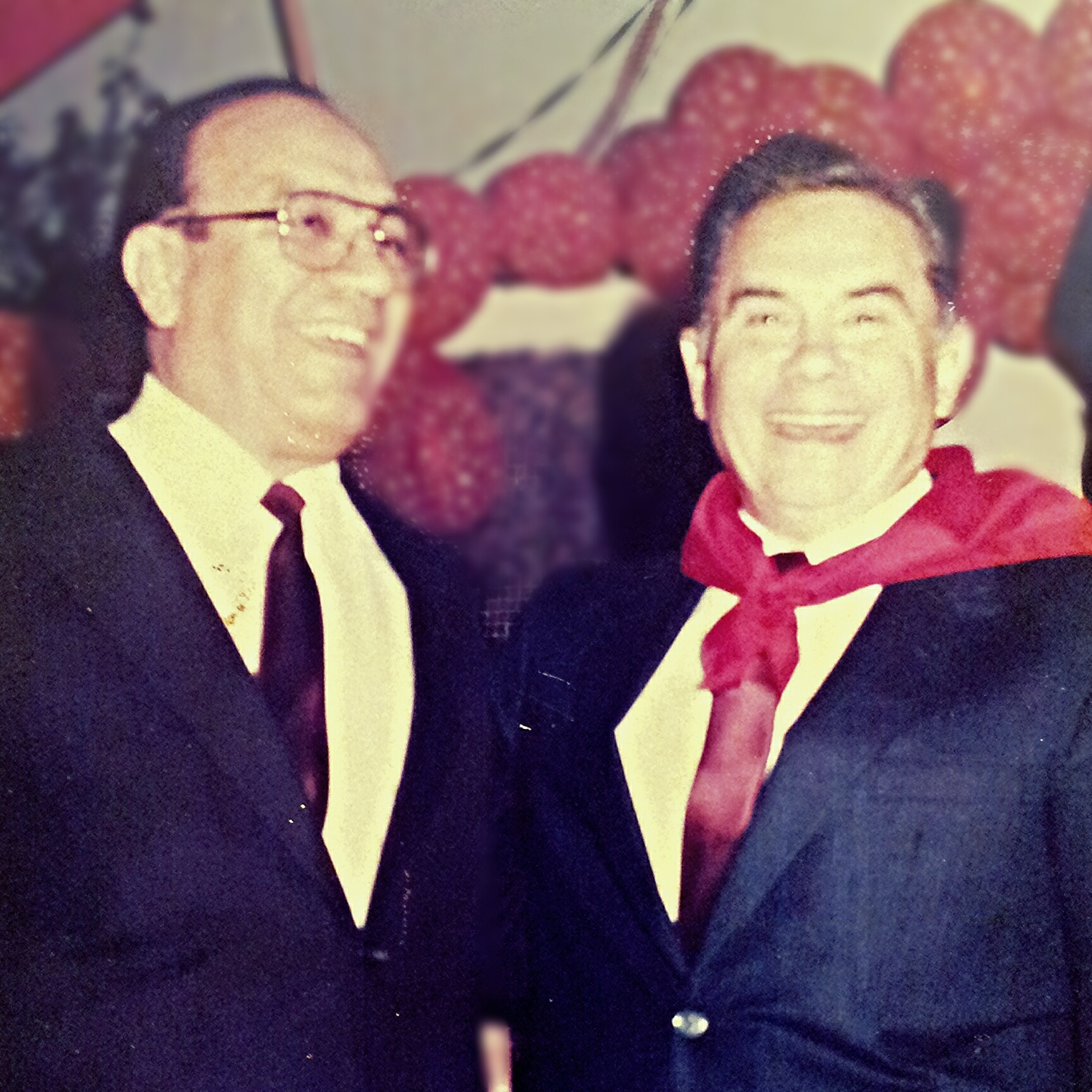
Argaña (derecha) junto a Genaro Sánchez en el aniversario de fundación de la ANR en 1996.

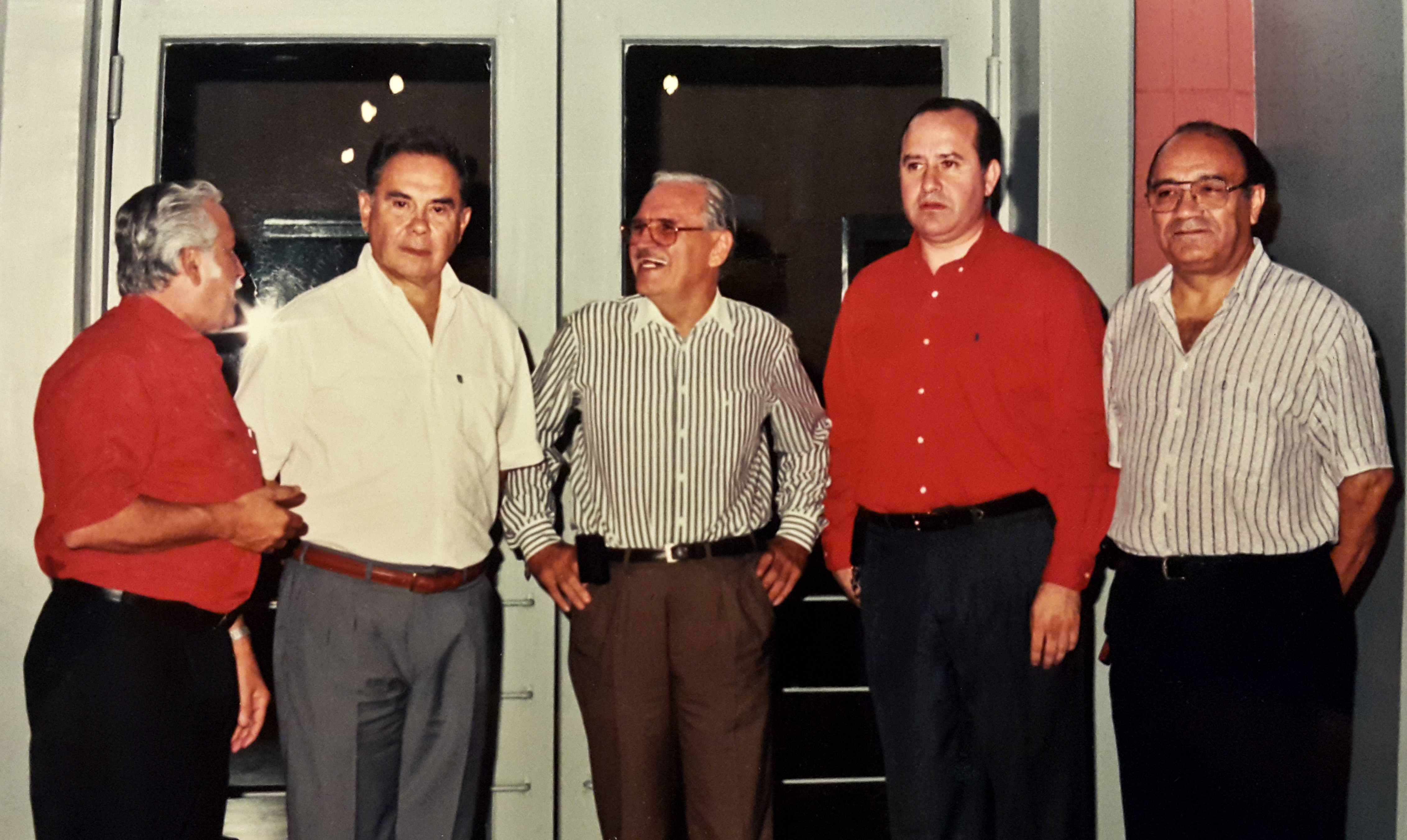
Argaña (segundo desde la izquierda) junto a cercanos colaboradores de su movimiento Reconciliación Colorada.

Los autores intelectuales del hecho ha sido sujeto de controversia, aunque generalmente se acuerda que eran personas que se oponían su posible asunción al cargo de Presidente de la República del Paraguay, ya que en aquel entonces el presidente Raúl Cubas Grau estaba sujeto a un intento de juicio político. Su asesinato desembocó en la crisis conocida como Marzo paraguayo.

## Biografía
Argaña, quien era considerado uno de los maestros del derecho, recibió el título de doctor en derecho por la Universidad Nacional de Asunción, formó parte del grupo político que participó en la dictadura militar de Alfredo Stroessner desde 1954 en el Paraguay, siendo congresista entre 1963 y 1983 y convencional constituyente en 1967 y 1977. Entre 1983 y 1988 fue presidente de la Corte Suprema de Justicia. Su alejamiento de este último cargo, y del círculo de gobierno, se produjo como parte de la ruptura interna del Partido Colorado, entre militantes y tradicionalistas. Los primeros respondían al entonces círculo cercano del gobierno y, desde 1987, controlaban la dirigencia oficial del partido de gobierno, en contra del sector tradicionalista. Argaña era uno de los principales líderes de este último bloque interno del Partido Colorado, y fue uno de los principales dirigentes civiles del golpe que derrocó al presidente Stroessner.
Tras el golpe de Estado del Gral. Andrés Rodríguez, Argaña fue ministro de Asuntos Exteriores (1989-1990).
Fue presidente Partido Colorado entre 1990 y 1991, y entre 1996 y 1998, año en que renunció para asumir el cargo de vicepresidente de la República.

## Muerte
En la investigación judicial realizada, se determinó que Argaña fue asesinado por un grupo armado que se desplazaba en un automóvil Fiat Tempra que interceptó al vehículo en el que se trasladaban Argaña, su guardaespalda y su chofer. Los asesinos obstaculizaron la calle, deteniendo al vehículo de Argaña. Bajaron organizadamente y dispararon repetidamente contra el guardaespalda, el chofer y contra Argaña, quien moriría por tales disparos, además de su guardaespalda. El chofer sobreviviría. El canal de televisión por aire SNT tomo las imágenes en forma exclusiva.

### Vicios del proceso judicial
Desde el inicio la investigación judicial estuvo extremadamente politizada. La aparición de un testigo falso (que sería asesinado años después en extrañas circunstancias) arrojó dudas sobre las circunstancias del asesinato de Argaña.
Sus principales opositores, los seguidores de Lino Oviedo y él mismo, niegan que Oviedo haya ordenado el asesinato de Argaña y consideran que todo fue una conspiración para provocar la renuncia de Raúl Cubas Grau y la caída política de Oviedo y de sus partidarios.

### Condenados y pruebas
A pesar de lo politizado de las investigaciones, se han obtenido algunas pruebas objetivas, como la identificación del auto usado en el asesinato, al dueño original del mismo y a partir de ahí se identificó a los autores materiales de los disparos, entre ellos a Pablo Vera Esteche, Luis Rojas, Fidencio Vega y el mayor Reinaldo Servín; conocido dirigente político, partidario de Oviedo. Los cruces de llamadas telefónicas, registradas en sus teléfonos móviles han permitido su vinculación objetiva.
Todos ya fueron condenados por el asesinato de Argaña, a excepción de Fidencio Vega, que junto al político Galeano Perrone fueron declarados prófugos por la justicia paraguaya.
No se ha podido hallar pruebas objetivas irrefutables sobre la autoría moral del magnicidio de Argaña, pero la participación de Servín permite orientar las sospechas hacia Lino Oviedo según el fiscal de la causa, Rubén Villalba; algo que rechazan sus seguidores, quienes sostienen su propia teoría.